# 雷斯盃
雷斯盃是在台灣舉辦的同志運動會，由拉拉資推工作室自1996年開始舉辦，後來則由「中部同心圓」（Lescircle）主辦，之後每年由不同拉子社團承接主辦，每年分夏季盃與冬季盃。
活動主要是透過網路報名，在不公開地點舉行。
不過第五屆夏季盃和第二屆台北同玩節擴大合辦為彩虹運動會。
以往報名資格是自我認同為女同志者，並不包括所謂「直同志」、「Male-lesbian」。
2006年第十屆「生理性別為女性」成為明文資格限制，但當屆主辦單位中部同心圓後來表示此規則不適宜，並且為此致歉。
在其他隊伍投票表決之後，第十屆之活動也有其他女同志參加，並且加入了「讓分」規則。
項目不固定，有籃球、排球、羽球、桌球等。
2007（第十一屆）盛大舉辦之後，雷斯盃一度中斷，再無團體承接。
直到2009年，由陳小艾擔任總召，改為個人私下主辦重新開啟活動，並將原本多項運動改為籃球單項運動。

2017及2018年則陸續加入羽球及排球項目。

活動主要訴求為增加促進人際交流互動，培養切磋球技交流之空間。使一般大專院校學生、社會人士有更多參加比賽的機會，並希望運動愛好者可藉此比賽，與擁有相同興趣者相互交流，引起更多人對於球類活動之注意。

舉辦時間在每年7月

#### 2009年（第一屆）

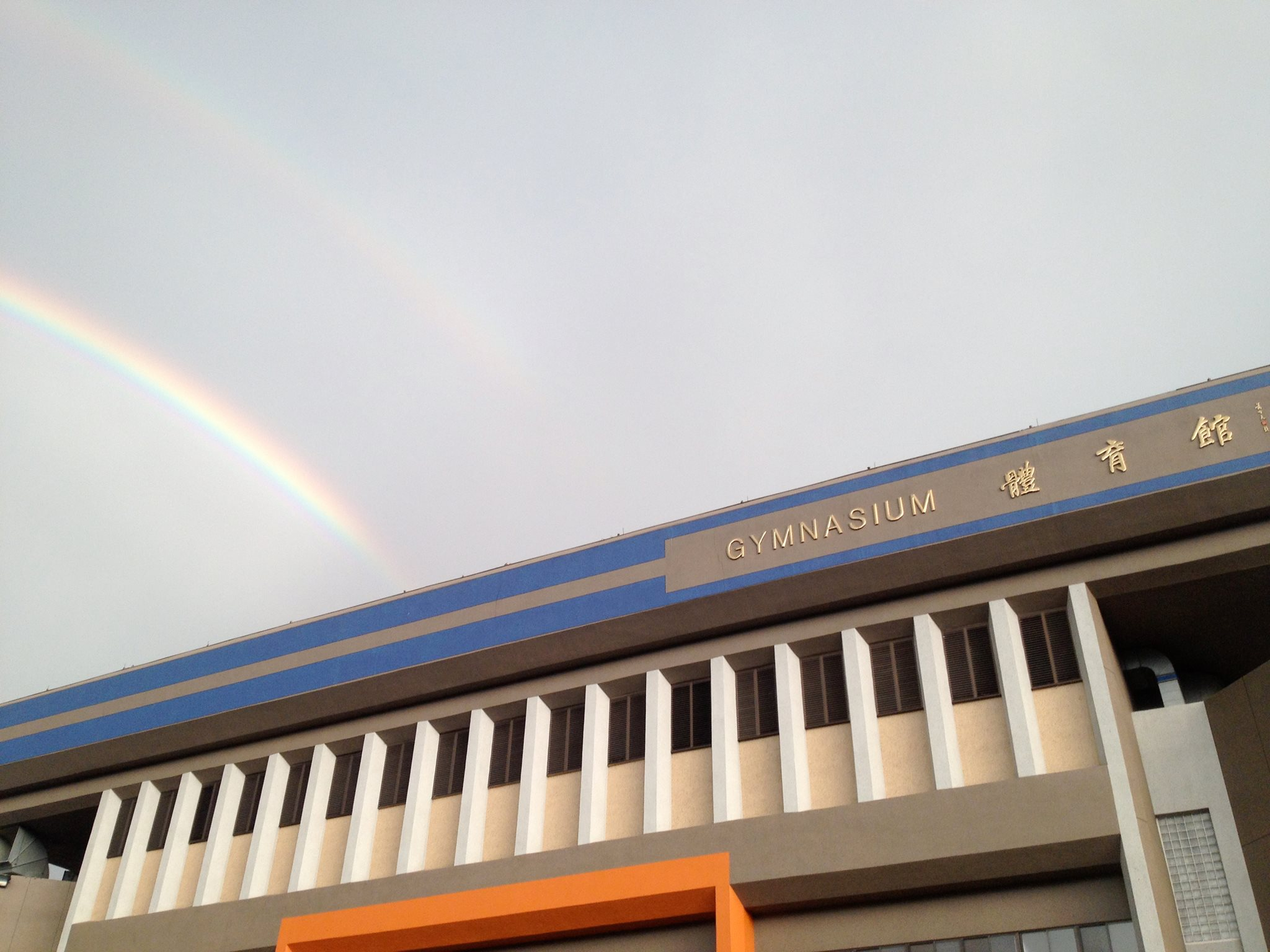
2010年雷斯盃賽事結束後拍攝照片

舉辦時間：6/27、28（六、日）

舉辦城市：台中

地點選擇在室外籃球場舉辦。

#### 2010年（第二屆）
舉辦時間：6/26、27（六、日）

舉辦城市：台中

這年發生的小插曲為在比賽第二天最後冠亞季殿賽時，天空開始下起暴雨，原一度被迫終止的比賽，在與中興大學交涉後，首度推進到室內體育館，也奠定了未來場地皆是室內球場或風雨球場的基礎。

6/27比賽結束賽場同時，雨勢停止、天空畫出一道彩虹，為2010年譜下美麗的句點。

#### 2011年（第三屆）
舉辦時間：6/25、26（六、日）

舉辦城市：台中

#### 2012年（第四屆）
舉辦時間：6/23、24（六、日）

舉辦城市：台中

主辦者改為小艾與中部拉拉社團「台中拉拉隊」合辦。

首度嘗試義賣T-shirt。

#### 2013年（第五屆）
舉辦時間：7/6、7（六、日）

舉辦城市：台中

今年由小艾私人主辦正式轉移為中部拉拉社團「台中拉拉隊」舉辦。

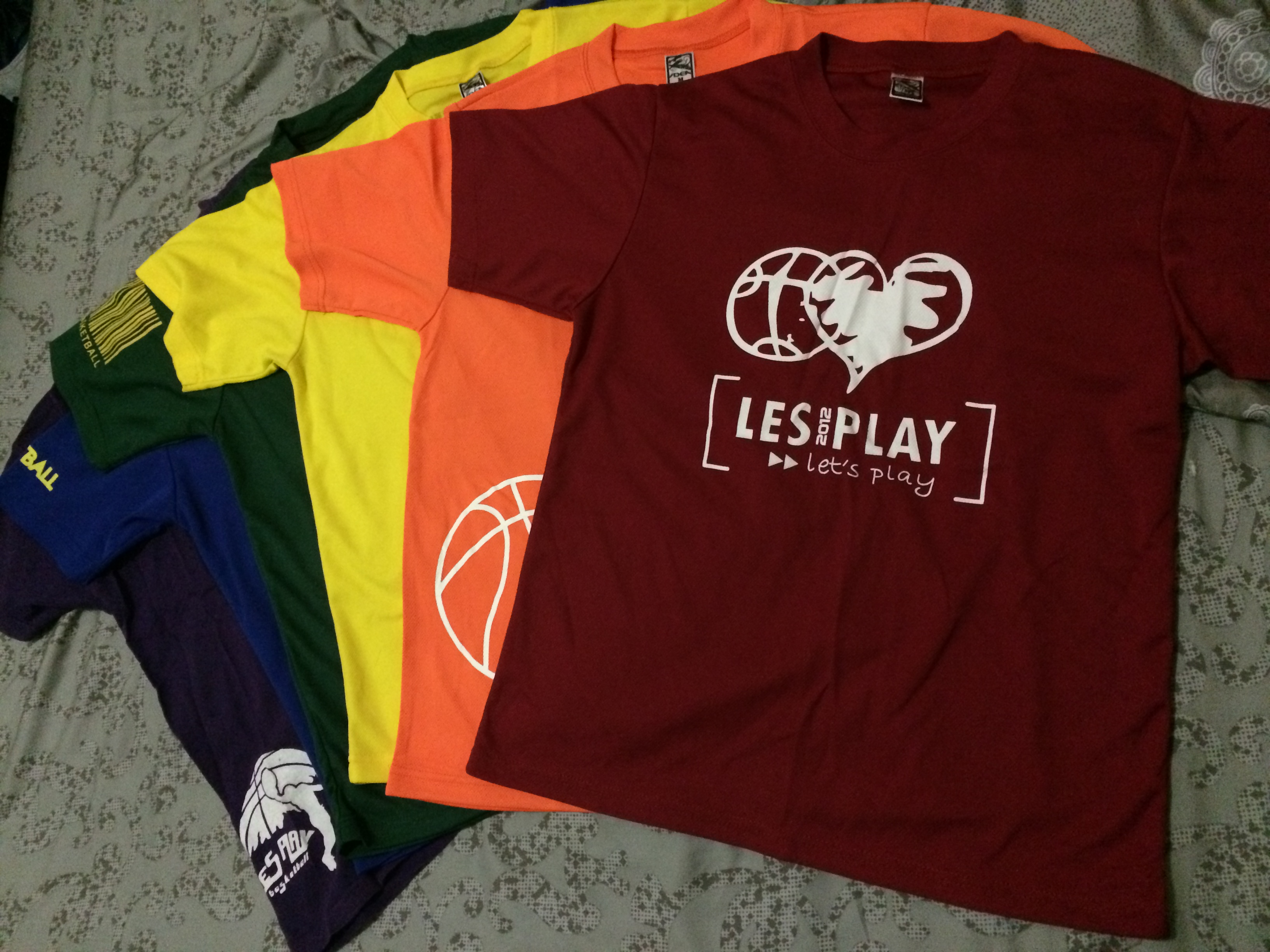
2009-2014 雷斯盃工作人員服

#### 2014年（第六屆）
舉辦時間：7/12、13（六、日）

舉辦城市：台中

雷斯盃在滿六年的同時，也完成了長期以來的伏筆，自2009年以來每年工作人員的衣服皆會變更顏色，在2014年我們一同完成了一道六色彩虹。

#### 2015年（第七屆）
舉辦時間：7/11、12（六、日）

舉辦城市：台中

地點變更到戶外風雨球場

#### 2016年（第八屆）
舉辦時間：7/9、10（六、日）

舉辦城市：台中

#### 2017年（第九屆）
舉辦時間：7/15、16（六、日）

舉辦城市：台中

首度嘗試加入不同元素（羽球）。
籃球冠、亞、季、殿軍：順昌生命、甜在興、活力、鳳梨派對
羽球冠、亞、季、殿軍：淤青蘋果樂園、阿基里斯、歡樂打打、中正國中羽球二隊

#### 2018年（第十屆）
舉辦時間：7/14、15（六、日）

舉辦城市：台中

加入排球，成為三項球類賽事活動。
籃球冠、亞、季、殿軍：劉家莊、YES、GOD誼德食品、順昌生命
羽球冠、亞、季、殿軍：X.Z.M、易吼哄黃、羽山球人、阿基里斯
排球冠、亞、季、殿軍：小四畢業快樂、A罩杯、純找碴、齊天大勝

#### 2019年（第十一屆）
舉辦時間：7/13、14（六、日）

舉辦城市：台中

排球場地租借困難，回歸為兩項球類賽事活動。
籃球冠、亞、季、殿軍：劉家莊、VIGOUR、RANGE、每年都吃輕井澤
羽球冠、亞、季、殿軍：花言巧語、愛雷斯A、七個小矮人、糕腹蟀

#### 2020年（原第十二屆）
舉辦時間：停辦一年

因新型冠狀肺炎蔓延，決議停辦一年

#### 2021年（原第十二屆）
舉辦時間：停辦一年

因應疫情擴大、進入三級警戒，活動停辦一年

## 外部連結
- Les-world BBS（至h_la_fun板報名）
- PTT BBS（lesbian板 搜尋雷斯盃）